# Пикарда, Гай
Гай Пикарда (англ. Guy Reginald Pierre Picarda; 20 июля 1931, Лондон — 20 апреля 2007, Лондон) — британский исследователь белорусской культуры.

## Биография
Он родился в семье бретонца и британки ирландского происхождения. Окончил Оксфордский университет (1955 г.), Парижский университет (1959 г.). Он получил юридическое образование и двадцать лет работал юристом в посольстве Франции в Лондоне.
В конце 1950-х ездил в экспедицию на Подляшье, где собирал старинные белорусские церковные песнопения. Изучает творчество белорусских композиторов Н. Равенского, М. Куликовича (Щаглова), жизнь и деятельность Ф. Скорины, разрабатывает историю переводов Библии на белорусский язык, проблемы истории белорусского языка. Занимается поиском старинных белорусских церковных песнопений и их изданием. В 1959 году он нашел в Киеве Супрасльского и Жировицкого Ирмологион — рукописные нотные сборники XVI века. религиозное содержание. В 1961—70 преподавал музыку и пение в Белорусской школе Кирилла Туровского в Лондоне. Издан «Белорусский церковный гимн». св. Литургия" (книги 1-2, 1979-91), «Белорусский духовный песенник» (Вильнюс, Лондон, 1989), составлен путеводитель по Белорусской библиотеке им. Ф. Скорины в Лондоне (1971), антология белорусских многоголосных песен «Золотая Беларусь» (1998). Он нашел и опубликовал информацию о белорусско-британских контактах из прошлого: о Яне Литвине, Александре Рыпинском, Елене Ивановской и «Кембридж Хевра», британских контактах Рады БНР и др. В течение 30 лет помогал организовывать лекции по белорусоведению, издание «Журнала белорусистики». С 1997 по 2007 год практически в одиночку выпускал англоязычный журнал «Белорусская хроника».
Член Международной ассоциации белорусистов (Минск), правления Белорусской библиотеки и музея им Франциска Скорины, секретарь Англо-белорусского общества (Лондон).
По последней просьбе исследователя его останки захоронены в крипте Красного костёла в Минске. Архив Гая Пикарди хранится в Белорусской библиотеке имени Ф. Скорины в Лондоне.

## Избранная библиография
- The Francis Skaryna Byelorusian Library and Museum. London, 1971.
- Алегарычная геральдыка Францішка Скарыны // Спадчына. 1992. № 6; 1993. № 1; 1993. № 2.
- Старонкі гісторыі беларускай царкоўнай музыкі // Беларусіка=Albaruthenica. Мн., 1992. Кн. 2.
- Францыск Скарына і кабала // Крыніца. 1995. № 9.
- Diplomatic Missions of The Belarusian National Republic in London (1919—1922) // Belarusian Chronicle. № 15. 2001. P. 9—14.
- St Cyril’s House, Finchley // Belarusian Chronicle. № 18. 2001. P.24 —32.
- Раньняя англа-беларуская вясна (1915) Гуя Онслаў, Галена Іваноўская і Кембрыдзкая «хеўра» // Беларус. № 511. 2005.

## Награды
- Медаль Франциска Скорины (9 ноября 2000 года, Белоруссия) — за активную деятельность по пропаганде белорусской культуры[2].
- Диплом ЮНЕСКО (2006 год).